# Rainer Burkard
Rainer Ernst Burkard (* 28. Jänner 1943 in Graz) ist ein österreichischer Mathematiker, der sich mit der Diskreten Optimierung und ihren Anwendungen beschäftigt. Er war seit 1973 Professor und wurde 2011 in Graz emeritiert.

## Leben
Rainer Burkard, ältester Sohn von Otto Burkard, wuchs in Graz auf und studierte ab 1962 Mathematik und Physik an der Universität Graz und der Universität Wien. Bei Edmund Hlawka verfasste er eine Dissertation zur Theorie der Gleichverteilung reeller Zahlenfolgen und promovierte 1967 an der Universität Wien. Danach war er Assistent am Institut für Angewandte Mathematik der Universität Graz, wo er sich 1971 habilitierte. Nach Gastaufenthalten an der Universität Köln und Universität Bonn wurde Burkard 1973 auf einen Lehrstuhl für Angewandte Mathematik an der Universität Köln berufen. In den Folgejahren baute er dort eine der ersten deutschen Arbeitsgruppen zur diskreten Optimierung auf. 1981 folgte Burkard einem Ruf an die Technische Universität Graz, an der er von 1981 bis 2011 das Fach Mathematik vertrat. Von 1993 bis 1996 war Burkard Dekan der Technisch-Naturwissenschaftlichen Fakultät an der TU Graz. Seit Oktober 2011 ist Burkard emeritierter Professor an der TU Graz.
Burkard befasst sich mit strukturellen Untersuchungen zu kombinatorischen Optimierungsaufgaben und der Entwicklung von effizienten Lösungsverfahren für diese Probleme sowie mit Problemen des Operations Research. Die Ergebnisse wurden in mehreren Büchern und über 160 Fachpublikationen veröffentlicht.

## Wirken
Burkard ist Mitherausgeber einer Reihe von internationalen Fachzeitschriften. Von 1986 bis 1988 war er Vorsitzender der Österreichischen Gesellschaft für Operations Research (ÖGOR), von 1991 bis 2000 Mitglied des Senates der Christian Doppler Gesellschaft und von 1994 bis 1998 Council Member von ECMI (European Consortium for Mathematics in Industry). Von 1995 bis 1997 war Burkard Vizepräsident von IFORS (International Federation of Operational Research Societies) und 2001–2002 Vizepräsident von EURO, der European Association of Operations Research Societies.

## Ehrungen und Auszeichnungen
Rainer Burkard erhielt 1972 den Förderungspreis der Österreichischen Mathematischen Gesellschaft. 1991 zeichnete ihn die Gesellschaft für Mathematik, Ökonomie und Operations Research mit ihrem Wissenschaftspreis aus. 1997 wurde Burkard die EURO Gold Medal verliehen. 1998 wurde Burkard zum Ehrenmitglied der Ungarischen Akademie der Wissenschaften gewählt.

## Schriften (Auswahl)
- Methoden der ganzzahligen Optimierung, Springer Wien, 1972
- mit Ulrich Derigs: Assignment and Matching Problems: Solution Methods with FORTRAN-Programs. Lecture Notes in Economics and Mathematical Systems, Band 184, Berlin-New York: Springer 1980.
- Graph Algorithms in Computer Science. HyperCOSTOC Computer Science Band 36, Hofbauer Publ., Wiener Neustadt, 1989.
- mit Mauro Dell’ Amico und Silvano Martello: Assignment Problems, SIAM, Philadelphia, 2009. ISBN 978-0-89871-663-4. Revised Reprint, SIAM, Philadelphia, 2012, ISBN 978-1-61197-222-1.

- mit Uwe Zimmermann: Einführung in die Mathematische Optimierung. Springer Verlag Berlin-Heidelberg, 2012. ISBN 978-3-642-28672-8 (E-Book: ISBN 978-3-642-28673-5).